# Bonita Springs
Bonita Springs is een plaats (city) in de Amerikaanse staat Florida, en valt bestuurlijk gezien onder Lee County.

## Demografie
Bij de volkstelling in 2000 werd het aantal inwoners vastgesteld op 32.797.
In 2006 is het aantal inwoners door het United States Census Bureau geschat op 40.877, een stijging van 8080 (24,6%).

## Geografie
Volgens het United States Census Bureau beslaat de plaats een oppervlakte van
106,2 km², waarvan 91,4 km² land en 14,8 km² water. Bonita Springs ligt op ongeveer 1 m boven zeeniveau.

## Plaatsen in de nabije omgeving
De onderstaande figuur toont nabijgelegen plaatsen in een straal van 16 km rond Bonita Springs.